# Kala (Album)
Kala ist das zweite Studioalbum der tamilisch-britischen Sängerin Mathangi Arulpragasam alias M.I.A. Das Album ist nach ihrer Mutter benannt und wurde im August 2007 über das Label XL Recordings veröffentlicht. Auf Kala vereint M.I.A. Hip-Hop und elektronische Tanzmusik mit Einflüssen aus der Weltmusik.

## Titelliste
1. Bamboo Banga
2. Bird Flu
3. Boyz
4. Jimmy
5. Hussel (feat. Afrikan Boy)
6. Mango Pickle Down River (feat. The Wilcannia Mob)
7. 20 Dollar
8. World Town
9. The Turn
10. XR2
11. Paper Planes
12. Come Around (feat. Timbaland)

Bonustitel
1. Far Far (Japanese bonus track)
2. Big Branch (Japanese iTunes bonus track)
3. What I Got (Japanese bonus track)
4. Bird Flu (Cavemen Remix) (Best Buy bonus track)

## Samples
Mehrere der Songs auf Kala enthalten Samples.
- Bamboo Banga: „Roadrunner“ von Jonathan Richman & The Modern Lovers (1976) und „Kaattukkuyilu“ von Ilaiyaraaja aus dem Film Thalapathi (1991).
- Bird Flu: „Thirvizha Na Vantha“ von R. P. Patnaik aus dem Film Jayam.
- Jimmy: „Jimmy Jimmy Aaja“ von Bappi Lahiri aus dem Film Disco Dancer.
- Mango Pickle Down River: Remix der Originalaufnahme „Down River“ von Wilcannia Mob.
- 20 Dollar: „Where Is My Mind?“ von den Pixies und „Blue Monday“ von New Order.
- World Town: „Hands Up, Thumbs Down“ von Blaqstarr.
- Paper Planes: „Straight to Hell“ von The Clash.
- What I Got: „Give it away“ von Red Hot Chili Peppers.

## Kritiken
Kala erhielt fast ausschließlich sehr positive Kritiken. Im New Musical Express wird es von Alex Miller als a “bewildering three dimensional picture of the 21st century and a triumph for its revolutionary creator” beschrieben (deutsch: „Ein verwirrendes dreidimensionales Bild des 21. Jahrhunderts und ein Triumph für seinen revolutionären Schöpfer“).
Die Single Paper Planes war 2009 für den Grammy in der Kategorie Record of the Year nominiert. Der Song wurde im oscarprämierten Soundtrack zum Film Slumdog Millionaire verwendet; sowohl in der Albumversion als auch im DFA-Remix. Auch kommt Paper Planes im Videospiel Far Cry 3 zum Einsatz. Das Magazin Rolling Stone wählte ihn auf Platz 236 der 500 besten Songs aller Zeiten und auf Platz 5 der 100 besten Songs der 2000er Jahre. Pitchfork Media setzte Paper Planes (Diplo Remix) auf Platz 3 der 500 besten Songs des Jahrzehnts. Der New Musical Express führt ihn auf Platz 4 der 100 besten Songs der 2000er.
Das Album Kala taucht in zahlreichen Jahreslisten 2007 auf, darunter ein dritter Platz bei Pitchfork Media, ein vierter Platz im The Guardian und ein siebenter Platz im NME.
Die Zeitschrift Rolling Stone wählte Kala auf Platz 9 der 100 besten Alben der 2000er Jahre und Platz 393 der 500 besten Alben aller Zeiten. In der Auswahl der 500 besten Alben aller Zeiten des New Musical Express belegt es Platz 184. Pitchfork Media führt Kala auf Platz 22 der 200 besten Alben des Jahrzehnts.
Der Metascore des Albums beträgt 87 von 100 möglichen Punkten.

## Kommerzieller Erfolg

### Chartplatzierungen
| ChartsChartplatzierungen       | Höchstplatzierung | Wochen |
| ------------------------------ | ----------------- | ------ |
| Deutschland (GfK)              | 93 (1 Wo.)        | 1      |
| Österreich (Ö3)                | 74 (1 Wo.)        | 1      |
| Schweiz (IFPI)                 | 74 (3 Wo.)        | 3      |
| Vereinigte Staaten (Billboard) | 18 (45 Wo.)       | 45     |
| Vereinigtes Königreich (OCC)   | 39 (3 Wo.)        | 3      |

### Auszeichnungen für Musikverkäufe
Das Album erhielt Goldstatus in den USA und Silber in Großbritannien.
| Land/Region                  | Auszeichnungen für Musikverkäufe (Land/Region, Auszeichnung, Verkäufe) | Verkäufe |
| ---------------------------- | ---------------------------------------------------------------------- | -------- |
| Kanada (MC)                  | Platin                                                                 | 100.000  |
| Neuseeland (RMNZ)            | Platin                                                                 | 15.000   |
| Vereinigte Staaten (RIAA)    | Gold                                                                   | 500.000  |
| Vereinigtes Königreich (BPI) | Gold                                                                   | 100.000  |
| Insgesamt                    | 2× Gold · 2× Platin ·                                                  | 715.000  |